# 白狄
白狄，亦作“白翟”，姬姓。是中国春秋时期的一个部落，属於由華夏人群分裂出來的戎狄人群的一支，被列為北狄之一，因尚白而得名，主要活动于今中華人民共和國陕西省北部一带，有鲜虞氏、肥氏、鼓氏、仇由氏4个氏族。由于相关的历史资料较少，目前对该部落的了解有限。
曾為秦國與晉國的附庸，後被晉國併吞。白狄中的鮮虞氏建立了中山國。

## 歷史
有記載認為赤狄與白狄起源於山戎。
白狄处于秦晋两国中间，在秦晋两大国之间争霸的过程中时而参与其中一方。前627年，箕之战，郤缺俘获白狄国君（白狄子）。前601年，白狄和晋国一起攻打秦国，前598年秋，晋景公在欑函会见白狄酋长。前582年，白狄和秦国一起攻打晋国。前579年，交刚之战，晋国击败白狄。前555年，白狄向鲁国交好，前545年，向晋国朝觐。前541年，晋国魏舒、荀吴在晋狄太原之战大败白狄，夺得太原谷地。白狄与晋国也有姻亲关系，晋文公重耳逃亡时曾寄居的翟国即是白狄。《管子·小匡篇》也载齐桓公“西征攘白狄之地，遂至于西河，逾太行，与卑耳之貉拘秦夏”。公元前601年以后，白狄逐渐东迁，至公元前6世纪中叶离开陕北迁至今山西省东北部盂县至河北省石家庄周围地区，建立了三个小国。即鲜虞（在今正定）、肥国（在今藁城）、鼓国（在今晋州）。其中的鲜虞氏最终演化为中山国；前530年，肥国被晋国所灭；前520年，鼓国也被晋国所灭。现在学术界认为，从春秋中期偏晚开始的陕西清涧李家崖东周墓应当是河西白狄的遗存。